# Elaphinis delagoensis
Elaphinis delagoensis är en skalbaggsart som beskrevs av Conrad L. Schoch 1894. Elaphinis delagoensis ingår i släktet Elaphinis och familjen Cetoniidae. Inga underarter finns listade i Catalogue of Life.